# فيرن أندرا
فيرن أندرا (بالإنجليزية: Fern Andra)‏ (24 نوفمبر 1893 - 8 فبراير 1974)، ممثلة وكاتبة سيناريو ومخرجة ومنتجة أفلام أمريكية وكانت واحدة من الممثلات الأكثر شعبية والأكثر شهرة في الأفلام الصامتة الألمانية من عقد 1910.

## روابط خارجية
- فيرن أندرا على موقع IMDb (الإنجليزية)
- فيرن أندرا على موقع مونزينجر (الألمانية)
- فيرن أندرا على موقع ألو سيني (الفرنسية)
- فيرن أندرا على موقع ميوزك برينز (الإنجليزية)
- فيرن أندرا على موقع أول موفي (الإنجليزية)
- فيرن أندرا على موقع قاعدة بيانات الأفلام السويدية (السويدية)
- فيرن أندرا على موقع قاعدة بيانات الفيلم (الإنجليزية)
- فيرن أندرا على موقع كينوبويسك (الروسية)
- Fern Andra's photos